# Olympische Sommerspiele 2024/Teilnehmer (Kasachstan)
| Gelbes Symbol für Goldmedaillen mit stilisierten Olympischen Ringen | Graues Symbol für Silbermedaillen mit stilisierten Olympischen Ringen | Braundes Symbol für Bronzemedaillen mit stilisierten Olympischen Ringen |
| ------------------------------------------------------------------- | --------------------------------------------------------------------- | ----------------------------------------------------------------------- |
| 1                                                                   | 3                                                                     | 3                                                                       |

Kasachstan nahm an den Olympischen Spielen 2024 vom 26. Juli bis zum 11. August 2024 in Paris teil. Es war die insgesamt achte Teilnahme an Olympischen Sommerspielen.

## Teilnehmer nach Sportarten

### Badminton
Über die Race-to-Paris-Rangliste qualifizierte sich mit Dmitri Panarin ein kasachischer Spieler für die olympischen Badmintonwettbewerbe.
| Athleten       | Wettbewerb | Gruppenphase | Gruppenphase       | Gruppenphase | Gruppenphase | Achtelfinale  | Achtelfinale  | Viertelfinale | Viertelfinale | Halbfinale    | Halbfinale    | Finale / Platz 3 | Finale / Platz 3 | Rang |
| Athleten       | Wettbewerb | Gegner       | Ergebnis           | Punkte       | Rang         | Gegner        | Ergebnis      | Gegner        | Ergebnis      | Gegner        | Ergebnis      | Gegner           | Ergebnis         | Rang |
| -------------- | ---------- | ------------ | ------------------ | ------------ | ------------ | ------------- | ------------- | ------------- | ------------- | ------------- | ------------- | ---------------- | ---------------- | ---- |
| Männer         |            |              |                    |              |              |               |               |               |               |               |               |                  |                  |      |
| Dmitri Panarin | Einzel     | B. Yang      | 0:2 (18:21, 10:21) | 0            | 3            | ausgeschieden | ausgeschieden | ausgeschieden | ausgeschieden | ausgeschieden | ausgeschieden | ausgeschieden    | ausgeschieden    | 27   |
| Dmitri Panarin | Einzel     | K. Nishimoto | 0:2 (5:21, 11:21)  | 0            | 3            | ausgeschieden | ausgeschieden | ausgeschieden | ausgeschieden | ausgeschieden | ausgeschieden | ausgeschieden    | ausgeschieden    | 27   |

### Bogenschießen
Beim asiatischen Qualifikationsturnier in Bangkok qualifizierte sich die kasachische Männermannschaft, wodurch auch im Männereinzel drei Sportler an den Start gehen konnten.
| Athleten                                                    | Wettbewerb | Qualifikation | Qualifikation | 1. Runde    | 1. Runde | 2. Runde      | 2. Runde      | Achtelfinale  | Achtelfinale  | Viertelfinale | Viertelfinale | Halbfinale    | Halbfinale    | Finale / Platz 3 | Finale / Platz 3 | Rang |
| Athleten                                                    | Wettbewerb | Ringe         | Rang          | Gegner      | Ergebnis | Gegner        | Ergebnis      | Gegner        | Ergebnis      | Gegner        | Ergebnis      | Gegner        | Ergebnis      | Gegner           | Ergebnis         | Rang |
| ----------------------------------------------------------- | ---------- | ------------- | ------------- | ----------- | -------- | ------------- | ------------- | ------------- | ------------- | ------------- | ------------- | ------------- | ------------- | ---------------- | ---------------- | ---- |
| Männer                                                      |            |               |               |             |          |               |               |               |               |               |               |               |               |                  |                  |      |
| Ilfat Abdullin                                              | Einzel     | 663           | 29            | E. Peters   | 4:6      | ausgeschieden | ausgeschieden | ausgeschieden | ausgeschieden | ausgeschieden | ausgeschieden | ausgeschieden | ausgeschieden | ausgeschieden    | ausgeschieden    | 33   |
| Alexander Jeremenko                                         | Einzel     | 640           | 59            | B. Addis    | 2:6      | ausgeschieden | ausgeschieden | ausgeschieden | ausgeschieden | ausgeschieden | ausgeschieden | ausgeschieden | ausgeschieden | ausgeschieden    | ausgeschieden    | 33   |
| Däuletkeldi Schangbyrbai                                    | Einzel     | 668           | 22            | J. Enríquez | 3:7      | ausgeschieden | ausgeschieden | ausgeschieden | ausgeschieden | ausgeschieden | ausgeschieden | ausgeschieden | ausgeschieden | ausgeschieden    | ausgeschieden    | 33   |
| Ilfat Abdullin Alexander Jeremenko Däuletkeldi Schangbyrbai | Mannschaft | 1971          | 10            | —           | —        | —             | —             | Italien       | 4:5           | ausgeschieden | ausgeschieden | ausgeschieden | ausgeschieden | ausgeschieden    | ausgeschieden    | 9    |

### Boxen
Bei den Asienspielen 2022 konnten sich die ersten beiden kasachischen Boxer qualifizieren. Beim ersten internationalen Qualifikationsturnier kamen fünf und beim zweiten internationalen Qualifikationsturnier drei weitere Athleten hinzu, sodass Kasachstan in Paris mit insgesamt zehn Boxern vertreten war.
| Athleten                | Wettbewerb         | 1. Runde      | 1. Runde | Achtelfinale          | Achtelfinale  | Viertelfinale    | Viertelfinale | Halbfinale    | Halbfinale    | Finale        | Finale        | Rang   |
| Athleten                | Wettbewerb         | Gegner        | Ergebnis | Gegner                | Ergebnis      | Gegner           | Ergebnis      | Gegner        | Ergebnis      | Gegner        | Ergebnis      | Rang   |
| ----------------------- | ------------------ | ------------- | -------- | --------------------- | ------------- | ---------------- | ------------- | ------------- | ------------- | ------------- | ------------- | ------ |
| Frauen                  |                    |               |          |                       |               |                  |               |               |               |               |               |        |
| Nasym Qysaibai          | Klasse bis 50 kg   | G. Sorrentino | 4:1      | C. Barbosa de Almeida | 5:0           | Í. Valencia      | 4:1           | Wu Y.         | 1:4           | ausgeschieden | ausgeschieden | Bronze |
| Karina Ibragimowa       | Klasse bis 57 kg   | Freilos       | Freilos  | A. Lozada             | 0:5           | ausgeschieden    | ausgeschieden | ausgeschieden | ausgeschieden | ausgeschieden | ausgeschieden | 9      |
| Valentina Chalzova      | Klasse bis 75 kg   | —             | —        | A. Bylon              | 1:4           | ausgeschieden    | ausgeschieden | ausgeschieden | ausgeschieden | ausgeschieden | ausgeschieden | 9      |
| Männer                  |                    |               |          |                       |               |                  |               |               |               |               |               |        |
| Säken Bibossynow        | Klasse bis 51 kg   | Freilos       | Freilos  | S. Gümüş              | 5:0           | H. Doʻsmatov     | 2:3           | ausgeschieden | ausgeschieden | ausgeschieden | ausgeschieden | 5      |
| Machmud Sabyrchan       | Klasse bis 57 kg   | Freilos       | Freilos  | J. Quiles             | 1:4           | ausgeschieden    | ausgeschieden | ausgeschieden | ausgeschieden | ausgeschieden | ausgeschieden | 9      |
| Basarbai Muchammedsabyr | Klasse bis 63,5 kg | O. Ibarreche  | 5:0      | Lai C.-e.             | 3:2           | L. Guruli        | 2:3           | ausgeschieden | ausgeschieden | ausgeschieden | ausgeschieden | 5      |
| Aslanbek Schymbergenow  | Klasse bis 71 kg   | Z. Iashaish   | 2:3      | ausgeschieden         | ausgeschieden | ausgeschieden    | ausgeschieden | ausgeschieden | ausgeschieden | ausgeschieden | ausgeschieden | 17     |
| Nurbek Oralbai          | Klasse bis 80 kg   | Freilos       | Freilos  | C. Peters             | 3:2           | M. Allahverdiyev | 5:0           | C. Pinales    | 3:2           | O. Chyschnjak | 2:3           | Silber |
| Aibek Oralbai           | Klasse bis 92 kg   | —             | —        | A. Olaore             | 5:0           | L. Alfonso       | 2:3           | ausgeschieden | ausgeschieden | ausgeschieden | ausgeschieden | 5      |
| Qamschybek Qongqabajew  | Klasse ab 92 kg    | —             | —        | A. Ghadfa             | 2:3           | ausgeschieden    | ausgeschieden | ausgeschieden | ausgeschieden | ausgeschieden | ausgeschieden | 9      |

### Breaking
Für die olympische Premiere der Sportart qualifizierte sich B-Boy Amir über die olympische Qualifikationsserie.
| Athleten            | Wettbewerb | Qualifikation | Qualifikation | Viertelfinale      | Viertelfinale | Halbfinale    | Halbfinale    | Finale / Platz 3 | Finale / Platz 3 | Rang |
| Athleten            | Wettbewerb | Punkte        | Rang          | Gegner             | Ergebnis      | Gegner        | Ergebnis      | Gegner           | Ergebnis         | Rang |
| ------------------- | ---------- | ------------- | ------------- | ------------------ | ------------- | ------------- | ------------- | ---------------- | ---------------- | ---- |
| Männer              |            |               |               |                    |               |               |               |                  |                  |      |
| Ämir Säkirow (Amir) | B-Boys     | 4             | 2             | V. Montalvo Victor | 0:3           | ausgeschieden | ausgeschieden | ausgeschieden    | ausgeschieden    | 8    |

### Fechten
Als beste asiatisches Team der Rangliste qualifizierte sich die Degenmannschaft der Männer, wodurch auch im Einzel drei Kasachen an den Start gehen durften. Durch ihren Sieg beim asiatischen Qualifikationsturnier in Dubai war zudem Äigerim Sarybay im Säbelfechten der Frauen startberechtigt.
| Athleten                                                          | Wettbewerb       | 1. Runde     | 1. Runde | 2. Runde         | 2. Runde | Achtelfinale  | Achtelfinale  | Viertelfinale | Viertelfinale | Halbfinale / Klassifikation | Halbfinale / Klassifikation | Finale / Platzierung | Finale / Platzierung | Rang |
| Athleten                                                          | Wettbewerb       | Gegner       | Ergebnis | Gegner           | Ergebnis | Gegner        | Ergebnis      | Gegner        | Ergebnis      | Gegner                      | Ergebnis                    | Gegner               | Ergebnis             | Rang |
| ----------------------------------------------------------------- | ---------------- | ------------ | -------- | ---------------- | -------- | ------------- | ------------- | ------------- | ------------- | --------------------------- | --------------------------- | -------------------- | -------------------- | ---- |
| Frauen                                                            |                  |              |          |                  |          |               |               |               |               |                             |                             |                      |                      |      |
| Äigerim Sarybay                                                   | Säbel Einzel     | C. Benadouda | 15:9     | M. Apithy-Brunet | 12:15    | ausgeschieden | ausgeschieden | ausgeschieden | ausgeschieden | ausgeschieden               | ausgeschieden               | ausgeschieden        | ausgeschieden        | 30   |
| Männer                                                            |                  |              |          |                  |          |               |               |               |               |                             |                             |                      |                      |      |
| Elmir Alimschanow                                                 | Degen Einzel     | Freilos      | Freilos  | L. Midelton      | 15:14    | F. Vismara    | 13:14         | ausgeschieden | ausgeschieden | ausgeschieden               | ausgeschieden               | ausgeschieden        | ausgeschieden        | 14   |
| Ruslan Kurbanow                                                   | Degen Einzel     | Freilos      | Freilos  | H. El Kord       | 15:13    | R. Cannone    | 15:10         | K. Kanō       | 6:15          | ausgeschieden               | ausgeschieden               | ausgeschieden        | ausgeschieden        | 6    |
| Wadim Scharlaimow                                                 | Degen Einzel     | H. Saner     | 15:9     | Y. Borel         | 13:15    | ausgeschieden | ausgeschieden | ausgeschieden | ausgeschieden | ausgeschieden               | ausgeschieden               | ausgeschieden        | ausgeschieden        | 31   |
| Elmir Alimschanow Ruslan Kurbanow Wadim Scharlaimow Jerlik Sertai | Degen Mannschaft | —            | —        | —                | —        | —             | —             | Ungarn        | 30:45         | Ägypten                     | 36:21                       | Italien              | 36:45                | 6    |

### Judo
| Athleten | Wettbewerb        | 1. Runde        | 1. Runde | 2. Runde   | 2. Runde | Achtelfinale  | Achtelfinale  | Viertelfinale | Viertelfinale | Halbfinale / Trostrunde | Halbfinale / Trostrunde | Finale / Platz 3 | Finale / Platz 3 | Rang   |
| Athleten | Wettbewerb        | Gegner          | Ergebnis | Gegner     | Ergebnis | Gegner        | Ergebnis      | Gegner        | Ergebnis      | Gegner                  | Ergebnis                | Gegner           | Ergebnis         | Rang   |
| --- | ----------------- | --------------- | -------- | ---------- | -------- | ------------- | ------------- | ------------- | ------------- | ----------------------- | ----------------------- | ---------------- | ---------------- | ------ |
| Frauen |                   |                 |          |            |          |               |               |               |               |                         |                         |                  |                  |        |
| Abiba Abuschakynowa | Klasse bis 48 kg  | S. Rishony      | 1s2:0s1  | —          | —        | Lin C.-h.     | 10:0          | L. Martínez   | 0s2:10s2      | G. Narváez              | 10:0s1                  | T. Babulfath     | 0s2:10s2         | 5      |
| Jesmigül Kujulowa | Klasse bis 63 kg  | L. Piovesana    | 0s2:1s2  | —          | —        | ausgeschieden | ausgeschieden | ausgeschieden | ausgeschieden | ausgeschieden           | ausgeschieden           | ausgeschieden    | ausgeschieden    | 17     |
| Kamila Berlikasch | Klasse über 78 kg | A. Adjjaasüren  | 0:10     | —          | —        | ausgeschieden | ausgeschieden | ausgeschieden | ausgeschieden | ausgeschieden           | ausgeschieden           | ausgeschieden    | ausgeschieden    | 17     |
| Männer |                   |                 |          |            |          |               |               |               |               |                         |                         |                  |                  |        |
| Jeldos Smetow | Klasse bis 60 kg  | T. Tsjakadoea   | 10s2:0s3 | —          | —        | D. Chalmatow  | 1s1:0s2       | Yang Y.-w.    | 1s1:0s1       | F. Garrigós             | 10s2:0s2                | L. Mkheidze      | 1s2:0            | Gold   |
| Ghusman Qyrghysbajew | Klasse bis 66 kg  | D. García Torné | 1s2:0s1  | —          | —        | An B.-u.      | 1s2:0s1       | W. Khyar      | 10s2:0        | W. Lima                 | 0s2:10s2                | S. Bunčić        | 1s1:0s2          | Bronze |
| Danijar Schamschajew | Klasse bis 73 kg  | M. Yuldoshev    | 0s3:10s1 | —          | —        | ausgeschieden | ausgeschieden | ausgeschieden | ausgeschieden | ausgeschieden           | ausgeschieden           | ausgeschieden    | ausgeschieden    | 17     |
| Abylaichan Schubanasar | Klasse bis 81 kg  | Freilos         | Freilos  | A. Ungvári | 0s2:1s1  | ausgeschieden | ausgeschieden | ausgeschieden | ausgeschieden | ausgeschieden           | ausgeschieden           | ausgeschieden    | ausgeschieden    | 17     |
| Nurlychan Scharchan | Klasse bis 100 kg | T. Nikiforov    | 10:0     | —          | —        | M. Turoboyev  | 1:11          | ausgeschieden | ausgeschieden | ausgeschieden           | ausgeschieden           | ausgeschieden    | ausgeschieden    | 9      |
| Mixed |                   |                 |          |            |          |               |               |               |               |                         |                         |                  |                  |        |
| Abiba Abuschakynowa Jesmigül Kujulowa Kamila Berlikasch Jeldos Smetow Ghusman Qyrghysbajew Danijar Schamschajew Abylaichan Schubanasar Nurlychan Scharchan | Mixed Team        | Freilos         | Freilos  | —          | —        | Brasilien     | 2:4           | ausgeschieden | ausgeschieden | ausgeschieden           | ausgeschieden           | ausgeschieden    | ausgeschieden    | 9      |

### Kanu
Beim asiatischen Qualifikationsevent in Tokio konnten kasachische Kanuten Quotenplätze in vier Bootsklassen erreichen.

#### Kanurennsport
| Athleten                            | Wettbewerb | Vorlauf     | Vorlauf | Viertelfinale | Viertelfinale | Halbfinale    | Halbfinale    | A/B-Finale            | A/B-Finale    | Rang |
| Athleten                            | Wettbewerb | Zeit        | Rang    | Zeit          | Rang          | Zeit          | Rang          | Zeit                  | Rang          | Rang |
| ----------------------------------- | ---------- | ----------- | ------- | ------------- | ------------- | ------------- | ------------- | --------------------- | ------------- | ---- |
| Frauen                              |            |             |         |               |               |               |               |                       |               |      |
| Marija Browkowa                     | C1 200 m   | 48,43 s     | 5       | 48,61 s       | 4             | ausgeschieden | ausgeschieden | ausgeschieden         | ausgeschieden | 21   |
| Marija Browkowa Rufina Iskakowa     | C2 500 m   | 2:00,05 min | 5       | 2:01,76 min   | 4             | —             | —             | B-Finale: 1:57,58 min | 3             | 11   |
| Männer                              |            |             |         |               |               |               |               |                       |               |      |
| Sergei Jemeljanow                   | C1 1000 m  | 4:05,31 min | 4       | 3:59,68 min   | 3             | ausgeschieden | ausgeschieden | ausgeschieden         | ausgeschieden | 21   |
| Timur Chaidarow Sergei Jemeljanow   | C2 500 m   | 1:45,94 min | 5       | 1:44,03 min   | 4             | —             | —             | B-Finale: 1:46,75 min | 3             | 10   |
| Bekarys Ramatulla                   | K1 1000 m  | 3:44,47 min | 6       | 3:45,77 min   | 5             | ausgeschieden | ausgeschieden | ausgeschieden         | ausgeschieden | 26   |
| Bekarys Ramatulla Sergei Tokarnizki | K2 500 m   | 1:38,62 min | 5       | 1:37,58 min   | 6             | ausgeschieden | ausgeschieden | ausgeschieden         | ausgeschieden | 20   |

### Leichtathletik
Die Olympianormen des Weltverbandes konnten zwei kasachische Leichtathletinnen erreichen.
Laufen und Gehen
| Frauen               |                  |             |    |         |     |               |               |               |               |               |               |               |
| Olga Safronowa       | 200 m            | 23,58 s     | 7  | 23,70 s | 6   | ausgeschieden | ausgeschieden | ausgeschieden | ausgeschieden | ausgeschieden |               |               |
| Daisy Jepkemei       | 10.000 m         | —           | —  | —       | —   | —             | —             | 31:26,55 min  | 17            | 17            |               |               |
| Daisy Jepkemei       | 3000 m Hindernis | 9:24,69 min | 23 | —       | —   | —             | —             | ausgeschieden | ausgeschieden | ausgeschieden | ausgeschieden | ausgeschieden |
| Norah Jeruto         | 3000 m Hindernis | 9:16,46 min | 14 | —       | —   | —             | —             | 9:08,97 min   | 9             | 9             |               |               |
| Schanna Mamaschanowa | Marathon         | —           | —  | —       | —   | —             | —             | 2:30:51 h     | 33            | 33            |               |               |
| Männer               |                  |             |    |         |     |               |               |               |               |               |               |               |
| Dawid Jefremow       | 110 m Hürden     | 13,88 s     | 7  | DSQ     | DSQ | ausgeschieden | ausgeschieden | ausgeschieden | ausgeschieden | ausgeschieden |               |               |

Springen und Werfen
| Athleten              | Wettbewerb | Qualifikation | Qualifikation | Finale        | Finale        | Rang |
| Athleten              | Wettbewerb | Weite/Höhe    | Rang          | Weite/Höhe    | Rang          | Rang |
| --------------------- | ---------- | ------------- | ------------- | ------------- | ------------- | ---- |
| Frauen                |            |               |               |               |               |      |
| Nadeschda Dubowizkaja | Hochsprung | 1,83 m        | 28            | ausgeschieden | ausgeschieden | 28   |
| Jelisaweta Matwejewa  | Hochsprung | 1,88 m        | 19            | ausgeschieden | ausgeschieden | 19   |

### Moderner Fünfkampf
Durch ihre Platzierungen bei den Asienspielen 2022 qualifizierten sich zwei kasachische Fünfkämpfer für die Olympischen Spiele.
| Athleten                | Fechten | Fechten | Schwimmen   | Schwimmen | Reiten  | Reiten | Combined     | Combined | Punkte | Rang |
| Athleten                | Bilanz  | Punkte  | Zeit        | Punkte    | Zeit    | Punkte | Zeit         | Punkte   | Punkte | Rang |
| ----------------------- | ------- | ------- | ----------- | --------- | ------- | ------ | ------------ | -------- | ------ | ---- |
| Frauen                  |         |         |             |           |         |        |              |          |        |      |
| Jelena Potapenko        | 15+0    | 200     | 2:16,67 min | 277       | 53,88 s | 279    | 12:35,18 min | 545      | 1301   | 30   |
| Männer                  |         |         |             |           |         |        |              |          |        |      |
| Georgi Boroda-Dudochkin | 10+1    | 177     | 2:08,28 min | 294       | 59,49 s | 300    | 10:19,91 min | 681      | 1452   | 30   |

### Radsport
Über die UCI-Straßen-Weltrangliste nach Nationen erhielt Kasachstan zwei Startplätze für das Straßenrennen der Männer. Zudem durfte ein Athlet auch im Einzelzeitfahren an den Start gehen. Auf der Bahn war man im Sprint und Keirin der Männer startberechtigt.

#### Bahn
| Athleten        | Wettbewerb | Rang |
| --------------- | ---------- | ---- |
| Männer          |            |      |
| Andrei Tschugai | Sprint     | 30   |
| Andrei Tschugai | Keirin     | 19   |

#### Straße
| Athleten        | Wettbewerb       | Zeit         | Rang |
| --------------- | ---------------- | ------------ | ---- |
| Männer          |                  |              |      |
| Jewgeni Fedorow | Straßenrennen    | DNF          | DNF  |
| Jewgeni Fedorow | Einzelzeitfahren | 38:33,98 min | 21   |
| Alexei Luzenko  | Straßenrennen    | 6:26:57 h    | 52   |

### Ringen
Bei den Weltmeisterschaften 2023 konnten die ersten drei Startplätze für die Olympischen Spiele gewonnen werden. Beim asiatischen Qualifikationsturnier in Bischkek qualifizierten sich kasachische Ringer in fünf weiteren Gewichtsklassen.

#### Freier Stil
Legende: G = Gewonnen, V = Verloren, S = Schultersieg
| Athleten             | Wettbewerb        | Achtelfinale  | Achtelfinale | Viertelfinale | Viertelfinale | Halbfinale    | Halbfinale    | Hoffnungsrunde Halbfinale | Hoffnungsrunde Halbfinale | Hoffnungsrunde Finale | Hoffnungsrunde Finale | Finale        | Finale        | Rang |
| Athleten             | Wettbewerb        | Gegner        | Ergebnis     | Gegner        | Ergebnis      | Gegner        | Ergebnis      | Gegner                    | Ergebnis                  | Gegner                | Ergebnis              | Gegner        | Ergebnis      | Rang |
| -------------------- | ----------------- | ------------- | ------------ | ------------- | ------------- | ------------- | ------------- | ------------------------- | ------------------------- | --------------------- | --------------------- | ------------- | ------------- | ---- |
| Männer               |                   |               |              |               |               |               |               |                           |                           |                       |                       |               |               |      |
| Meirambek Qartbai    | Klasse bis 57 kg  | B. Almas Uulu | 1:4          | ausgeschieden | ausgeschieden | ausgeschieden | ausgeschieden | ausgeschieden             | ausgeschieden             | ausgeschieden         | ausgeschieden         | ausgeschieden | ausgeschieden | 13   |
| Asamat Dauletbekow   | Klasse bis 86 kg  | A. Brooks     | 3:4          | ausgeschieden | ausgeschieden | ausgeschieden | ausgeschieden | ausgeschieden             | ausgeschieden             | ausgeschieden         | ausgeschieden         | ausgeschieden | ausgeschieden | 11   |
| Älischer Jerghali    | Klasse bis 97 kg  | M. El-Ders    | 6:2          | A. Tazhudinov | 2:14          | ausgeschieden | ausgeschieden | Amir Azarpira             | 1:6                       | ausgeschieden         | ausgeschieden         | ausgeschieden | ausgeschieden | 7    |
| Jussup Batyrmursajew | Klasse bis 125 kg | R. Baran      | 1:4          | ausgeschieden | ausgeschieden | ausgeschieden | ausgeschieden | ausgeschieden             | ausgeschieden             | ausgeschieden         | ausgeschieden         | ausgeschieden | ausgeschieden | 12   |

#### Griechisch-römischer Stil
Legende: G = Gewonnen, V = Verloren, S = Schultersieg
| Athleten           | Wettbewerb        | Achtelfinale       | Achtelfinale | Viertelfinale | Viertelfinale | Halbfinale    | Halbfinale    | Hoffnungsrunde Halbfinale | Hoffnungsrunde Halbfinale | Hoffnungsrunde Finale | Hoffnungsrunde Finale | Finale        | Finale        | Rang   |
| Athleten           | Wettbewerb        | Gegner             | Ergebnis     | Gegner        | Ergebnis      | Gegner        | Ergebnis      | Gegner                    | Ergebnis                  | Gegner                | Ergebnis              | Gegner        | Ergebnis      | Rang   |
| ------------------ | ----------------- | ------------------ | ------------ | ------------- | ------------- | ------------- | ------------- | ------------------------- | ------------------------- | --------------------- | --------------------- | ------------- | ------------- | ------ |
| Männer             |                   |                    |              |               |               |               |               |                           |                           |                       |                       |               |               |        |
| Aidos Sultanghali  | Klasse bis 60 kg  | D. Scharschenbekow | 3:6          | ausgeschieden | ausgeschieden | ausgeschieden | ausgeschieden | ausgeschieden             | ausgeschieden             | ausgeschieden         | ausgeschieden         | ausgeschieden | ausgeschieden | 14     |
| Demeu Schadyrajew  | Klasse bis 77 kg  | J. Cuero           | 9:0          | A. Machmudow  | 3:1           | S. Süleymanov | 6:1           | ―                         | ―                         | ―                     | ―                     | N. Kusaka     | 2:5           | Silber |
| Nursultan Tursynow | Klasse bis 87 kg  | M. Metwally        | 10:1         | S. Belenjuk   | 3:7           | ausgeschieden | ausgeschieden | ausgeschieden             | ausgeschieden             | ausgeschieden         | ausgeschieden         | ausgeschieden | ausgeschieden | 7      |
| Älimchan Sysdyqow  | Klasse bis 130 kg | A. Alexuc-Ciurariu | 3:1          | S. Şəriəti    | 0:4           | ausgeschieden | ausgeschieden | ausgeschieden             | ausgeschieden             | ausgeschieden         | ausgeschieden         | ausgeschieden | ausgeschieden | 8      |

### Rudern
Bei der asiatischen Qualifikationsregatta in Chungju konnte ein Startplatz für den Einer der Männer gewonnen werden.
| Athleten           | Wettbewerb | Vorlauf     | Vorlauf | Vorlauf       | Hoffnungslauf / Viertelfinale | Hoffnungslauf / Viertelfinale | Hoffnungslauf / Viertelfinale | Halbfinale  | Halbfinale | Halbfinale    | Finale      | Finale | Rang |
| Athleten           | Wettbewerb | Zeit        | Rang    | Qualifikation | Zeit                          | Rang                          | Qualifikation                 | Zeit        | Rang       | Qualifikation | Zeit        | Rang   | Rang |
| ------------------ | ---------- | ----------- | ------- | ------------- | ----------------------------- | ----------------------------- | ----------------------------- | ----------- | ---------- | ------------- | ----------- | ------ | ---- |
| Männer             |            |             |         |               |                               |                               |                               |             |            |               |             |        |      |
| Wladislaw Jakowlew | Einer      | 7:21,56 min | 5       | Hoffnungslauf | 7:21,12 min                   | 4                             | Halbfinale E/F                | 7:26,20 min | 1          | E-Finale      | 6:59,43 min | 1      | 25   |

### Schießen
Im bis zum 9. Juni 2024 laufenden Qualifikationszeitraum konnten neun Quotenplätze erreicht werden.
| Athleten                              | Wettbewerb                                 | Qualifikation   | Qualifikation | Finale           | Finale        |
| Athleten                              | Wettbewerb                                 | Ringe/ Scheiben | Rang          | Ringe/ Scheiben  | Rang          |
| ------------------------------------- | ------------------------------------------ | --------------- | ------------- | ---------------- | ------------- |
| Frauen                                |                                            |                 |               |                  |               |
| Irina Junusmetowa                     | 10 m Luftpistole                           | 574             | 11            | ausgeschieden    | ausgeschieden |
| Arina Altuchowa                       | 50 m Kleinkalibergewehr Dreistellungskampf | 586             | 13            | ausgeschieden    | ausgeschieden |
| Alexandra Le                          | 50 m Kleinkalibergewehr Dreistellungskampf | 587             | 10            | ausgeschieden    | ausgeschieden |
| Arina Altuchowa                       | 10 m Luftgewehr                            | 627,7           | 17            | ausgeschieden    | ausgeschieden |
| Alexandra Le                          | 10 m Luftgewehr                            | 631,4           | 6             | 165,4            | 6             |
| Assem Orynbay                         | Skeet                                      | 116             | 18            | ausgeschieden    | ausgeschieden |
| Marija Dmitrijenko                    | Trap                                       | 120             | 10            | ausgeschieden    | ausgeschieden |
| Männer                                |                                            |                 |               |                  |               |
| Nikita Tschirjukin                    | 25 m Schnellfeuerpistole                   | 583             | 10            | ausgeschieden    | ausgeschieden |
| Nikita Tschirjukin                    | 10 m Luftpistole                           | 575             | 15            | ausgeschieden    | ausgeschieden |
| Konstantin Malinowski                 | 50 m Kleinkalibergewehr Dreistellungskampf | 586             | 25            | ausgeschieden    | ausgeschieden |
| Islam Sätbajew                        | 50 m Kleinkalibergewehr Dreistellungskampf | 588             | 18            | ausgeschieden    | ausgeschieden |
| Konstantin Malinowski                 | 10 m Luftgewehr                            | 626,6           | 32            | ausgeschieden    | ausgeschieden |
| Islam Sätbajew                        | 10 m Luftgewehr                            | 628,0           | 21            | ausgeschieden    | ausgeschieden |
| Eduard Jetschschenko                  | Skeet                                      | 115             | 26            | ausgeschieden    | ausgeschieden |
| Mixed                                 |                                            |                 |               |                  |               |
| Arina Altuchowa Konstantin Malinowski | 10 m Luftgewehr Mannschaft                 | 621,3           | 27            | ausgeschieden    | ausgeschieden |
| Alexandra Le Islam Sätbajew           | 10 m Luftgewehr Mannschaft                 | 630,8           | 3             | Deutschland 17:5 | Bronze        |
| Irina Junusmetowa Nikita Tschirjukin  | 10 m Luftpistole Mannschaft                | 575             | 11            | ausgeschieden    | ausgeschieden |

### Schwimmen
| Athleten        | Wettbewerb          | Vorlauf     | Vorlauf | Halbfinale    | Halbfinale    | Finale        | Finale        | Rang |
| Athleten        | Wettbewerb          | Zeit        | Rang    | Zeit          | Rang          | Zeit          | Rang          | Rang |
| --------------- | ------------------- | ----------- | ------- | ------------- | ------------- | ------------- | ------------- | ---- |
| Frauen          |                     |             |         |               |               |               |               |      |
| Xenija Ignatowa | 100 m Rücken        | 1:02,51 min | 26      | ausgeschieden | ausgeschieden | ausgeschieden | ausgeschieden | 26   |
| Männer          |                     |             |         |               |               |               |               |      |
| Adilbek Mussin  | 100 m Freistil      | 49,92 s     | 41      | ausgeschieden | ausgeschieden | ausgeschieden | ausgeschieden | 41   |
| Adilbek Mussin  | 100 m Schmetterling | 52,74 s     | 29      | ausgeschieden | ausgeschieden | ausgeschieden | ausgeschieden | 29   |

### Sportklettern
Über die olympische Qualifikationsserie qualifizierte sich Ämir Maimuratow im Speedklettern der Männer.
Speed
| Athleten        | Qualifikation | Qualifikation | Achtelfinale | Achtelfinale | Viertelfinale | Viertelfinale | Halbfinale    | Halbfinale    | Finale / Platz 3 | Finale / Platz 3 | Rang |
| Athleten        | Zeit          | Rang          | Zeit         | Gegner       | Zeit          | Gegner        | Zeit          | Gegner        | Zeit             | Gegner           | Rang |
| --------------- | ------------- | ------------- | ------------ | ------------ | ------------- | ------------- | ------------- | ------------- | ---------------- | ---------------- | ---- |
| Männer          |               |               |              |              |               |               |               |               |                  |                  |      |
| Ämir Maimuratow | 4,89 s        | 2             | 4,94:5,84    | J. Bruyns    | 6,14:5,57     | R. Alipour    | ausgeschieden | ausgeschieden | ausgeschieden    | ausgeschieden    | 5    |

### Taekwondo
Beim asiatischen Qualifikationsturnier in Tai’an konnten sich zwei Athleten aus Kasachstan für die Olympischen Spiele qualifizieren.
| Athleten             | Wettbewerb       | 1. Runde     | 1. Runde | Achtelfinale   | Achtelfinale | Viertelfinale | Viertelfinale | Halbfinale    | Halbfinale    | Hoffnungsrunde | Hoffnungsrunde | Finale / Platz 3 | Finale / Platz 3 | Rang |
| Athleten             | Wettbewerb       | Gegner       | Ergebnis | Gegner         | Ergebnis     | Gegner        | Ergebnis      | Gegner        | Ergebnis      | Gegner         | Ergebnis       | Gegner           | Ergebnis         | Rang |
| -------------------- | ---------------- | ------------ | -------- | -------------- | ------------ | ------------- | ------------- | ------------- | ------------- | -------------- | -------------- | ---------------- | ---------------- | ---- |
| Männer               |                  |              |          |                |              |               |               |               |               |                |                |                  |                  |      |
| Samirchon Ababakirow | Klasse bis 58 kg | Freilos      | Freilos  | V. Dell’Aquila | 1:2          | ausgeschieden | ausgeschieden | ausgeschieden | ausgeschieden | ausgeschieden  | ausgeschieden  | ausgeschieden    | ausgeschieden    | 11   |
| Batyrchan Töleughali | Klasse bis 80 kg | I. Coulibaly | 2:1      | S. Alession    | 0:2          | ausgeschieden | ausgeschieden | ausgeschieden | ausgeschieden | ausgeschieden  | ausgeschieden  | ausgeschieden    | ausgeschieden    | 11   |

### Tennis
Über die ATP- und WTA-Ranglisten qualifizierten sich fünf kasachische Tennisspieler für die im Stade Roland Garros ausgetragenen Wettbewerbe. Nach verletzungsbedingten Absagen bei den Frauen traten letztlich nur drei Männer an.
| Athleten                              | Wettbewerb | 1. Runde                      | 1. Runde | 2. Runde      | 2. Runde      | Achtelfinale  | Achtelfinale  | Viertelfinale | Viertelfinale | Halbfinale    | Halbfinale    | Finale / Platz 3 | Finale / Platz 3 | Rang |
| Athleten                              | Wettbewerb | Gegner                        | Ergebnis | Gegner        | Ergebnis      | Gegner        | Ergebnis      | Gegner        | Ergebnis      | Gegner        | Ergebnis      | Gegner           | Ergebnis         | Rang |
| ------------------------------------- | ---------- | ----------------------------- | -------- | ------------- | ------------- | ------------- | ------------- | ------------- | ------------- | ------------- | ------------- | ---------------- | ---------------- | ---- |
| Männer                                |            |                               |          |               |               |               |               |               |               |               |               |                  |                  |      |
| Alexander Bublik                      | Einzel     | T. Fritz                      | 4:6, 4:6 | ausgeschieden | ausgeschieden | ausgeschieden | ausgeschieden | ausgeschieden | ausgeschieden | ausgeschieden | ausgeschieden | ausgeschieden    | ausgeschieden    | 33   |
| Alexander Schewtschenko               | Einzel     | J. Menšík                     | 3:6, 4:6 | ausgeschieden | ausgeschieden | ausgeschieden | ausgeschieden | ausgeschieden | ausgeschieden | ausgeschieden | ausgeschieden | ausgeschieden    | ausgeschieden    | 33   |
| Alexander Bublik Alexander Nedowessow | Doppel     | T. Monteiro / T. Seyboth Wild | 4:6, 4:6 | —             | —             | ausgeschieden | ausgeschieden | ausgeschieden | ausgeschieden | ausgeschieden | ausgeschieden | ausgeschieden    | ausgeschieden    | 17   |

### Tischtennis
Über die ITTF-Weltrangliste qualifizierte sich Kirill Gerassimenko für seine dritten Olympischen Spiele.
| Athleten            | Wettbewerb | 1. Runde | 1. Runde | 2. Runde  | 2. Runde | 3. Runde | 3. Runde | Achtelfinale | Achtelfinale | Viertelfinale | Viertelfinale | Halbfinale    | Halbfinale    | Finale / Platz 3 | Finale / Platz 3 | Rang |
| Athleten            | Wettbewerb | Gegner   | Erg.     | Gegner    | Erg.     | Gegner   | Erg.     | Gegner       | Erg.         | Gegner        | Erg.          | Gegner        | Erg.          | Gegner           | Erg.             | Rang |
| ------------------- | ---------- | -------- | -------- | --------- | -------- | -------- | -------- | ------------ | ------------ | ------------- | ------------- | ------------- | ------------- | ---------------- | ---------------- | ---- |
| Männer              |            |          |          |           |          |          |          |              |              |               |               |               |               |                  |                  |      |
| Kirill Gerassimenko | Einzel     | Freilos  | Freilos  | N. Burgos | 4:0      | D. Qiu   | 4:3      | O. Assar     | 2:4          | ausgeschieden | ausgeschieden | ausgeschieden | ausgeschieden | ausgeschieden    | ausgeschieden    | 9    |

### Triathlon
Über die Einzelwertung Asien der Qualifikationsrangliste erhielt Kasachstan einen Startplatz für den Einzelwettbewerb der Frauen.
| Athleten              | Wettbewerb | Zeit | Rang |
| --------------------- | ---------- | ---- | ---- |
| Frauen                |            |      |      |
| Jekaterina Schabalina | Einzel     | DNF  | DNF  |

### Turnen
Über die Weltmeisterschaften 2023 qualifizierte sich Milad Karimi für den Mehrkampf der Männer. Über die Weltcupwertung am Pauschenpferd gelang dies auch Nariman Kurbanow. Über die Asienmeisterschaften in der Rhythmischen Sportgymnastik war Elschana Tanijewa qualifiziert. Im Trampolinturnen erhielt Kasachstan über die Weltcupserie einen Startplatz für den Wettbewerb der Männer.

#### Gerätturnen
| Athleten         | Wettbewerb       | Qualifikation | Qualifikation | Finale        | Finale        | Rang          |
| Athleten         | Wettbewerb       | Punkte        | Rang          | Punkte        | Rang          | Rang          |
| ---------------- | ---------------- | ------------- | ------------- | ------------- | ------------- | ------------- |
| Männer           |                  |               |               |               |               |               |
| Milad Karimi     | Barren           | 14,366        | 25            | ausgeschieden | ausgeschieden | ausgeschieden |
| Milad Karimi     | Boden            | 14,433        | 8             | 14,500        | 5             | 5             |
| Milad Karimi     | Pauschenpferd    | 13,266        | 38            | ausgeschieden | ausgeschieden | ausgeschieden |
| Milad Karimi     | Reck             | 12,700        | 50            | ausgeschieden | ausgeschieden | ausgeschieden |
| Milad Karimi     | Ringe            | 13,000        | 47            | ausgeschieden | ausgeschieden | ausgeschieden |
| Milad Karimi     | Mehrkampf Einzel | 82,065        | 18            | 76,065        | 24            | 24            |
| Nariman Kurbanow | Pauschenpferd    | 15,000        | 6             | 15,433        | 2             | Silber        |

#### Rhythmische Sportgymnastik
| Athletinnen       | Wettbewerb       | Qualifikation | Qualifikation | Finale        | Finale        | Rang |
| Athletinnen       | Wettbewerb       | Punkte        | Rang          | Punkte        | Rang          | Rang |
| ----------------- | ---------------- | ------------- | ------------- | ------------- | ------------- | ---- |
| Frauen            |                  |               |               |               |               |      |
| Elschana Tanijewa | Mehrkampf Einzel | 126,600       | 13            | ausgeschieden | ausgeschieden | 13   |

#### Trampolinturnen
| Athleten         | Wettbewerb | Qualifikation | Qualifikation | Finale        | Finale        | Rang |
| Athleten         | Wettbewerb | Punkte        | Rang          | Punkte        | Rang          | Rang |
| ---------------- | ---------- | ------------- | ------------- | ------------- | ------------- | ---- |
| Männer           |            |               |               |               |               |      |
| Danil Mussabajew | Einzel     | 58,070        | 9             | ausgeschieden | ausgeschieden | 9    |